# Lasioptera ephedricola
Lasioptera ephedricola är en tvåvingeart som beskrevs av Cockerell 1902. Lasioptera ephedricola ingår i släktet Lasioptera och familjen gallmyggor.
Artens utbredningsområde är New Mexico. Inga underarter finns listade i Catalogue of Life.